# Sünzhausen (Schweitenkirchen)
Sünzhausen ist ein Ortsteil von Schweitenkirchen im oberbayerischen Landkreis Pfaffenhofen an der Ilm. 

## Lage
Das Kirchdorf im Hopfenanbaugebiet Hallertau bildet mit den Nachbarorten Jetzelmaierhöfe, Holzhausen und Holzhäuseln eine Dorfgemeinschaft.
Durch den Ort führt die Kreisstraße PAF 11, am nördlichen Ortsrand verläuft die Staatsstraße 2045.

## Geschichte
Die Erforschung der frühesten Geschichte Sünzhausens ist sehr erschwert, da bei Freising ein Pfarrdorf gleichen Namens liegt, das ebenfalls um 800 n. Chr. erstmals in Freisinger Urkunden auftaucht.
Der Ortsname leitet sich von dem Personennamen „Sindeo“ (Ortsgründer) ab. Es wechseln die Bezeichnungen „Sinishusen“, „Sindehusen“ und später „Sintzhausen“. Ab 1100 tauchen die „Herren von Sünzhausen“ auf.
Letzte in der langen Reihe von Hofmarksbesitzern waren die Herren von Koch zu Rohrbach. 1722 wurden Kirche und Wirtshaus ein Raub der Flammen, 1820 entstand die Expositur und um diese Zeit auch die einklassige Schule.
Am 1. Oktober 1955 wechselte Holzhausen von der Gemeinde Aufham zur Gemeinde Sünzhausen.
Seit dem 1. Mai 1978 gehört Sünzhausen zur Gemeinde Schweitenkirchen.